# Ebla Mari
Pour les articles homonymes, voir Mari.
Ebla Mari est une actrice syrienne.

## Biographie
Ebla Mari est professeur de théâtre à Majdal Shams, un village situé sur le plateau du Golan, sous occupation militaire israélienne. 
Alors que Ken Loach cherchait une actrice syrienne pour son film The Old Oak, la réalisatrice palestinienne Annemarie Jacir propose Ebla Mari pour le rôle de la réfugiée et photographe Yara, l'un des deux rôles principaux du film. Après une audition en ligne, Ebla Mari arrive à l'été 2022 en Angleterre, à Newcastle, près du lieu de tournage du film.

## Filmographie partielle

### Au cinéma
- 2023 :  The Old Oak de Ken Loach : Yara